# Paradecta festiva
Paradecta festiva är en spindelart som beskrevs av Bryant 1950. Paradecta festiva ingår i släktet Paradecta och familjen hoppspindlar. Inga underarter finns listade i Catalogue of Life.